# 9108 Toruyusa
9108 Toruyusa è un asteroide della fascia principale. Scoperto nel 1997, presenta un'orbita caratterizzata da un semiasse maggiore pari a 2,5349102 UA e da un'eccentricità di 0,1345096, inclinata di 3,46489° rispetto all'eclittica.
L'asteroide è dedicato al giapponese Toru Yusa, direttore del planetario e dell'osservatorio della città giapponese di Ōsaki nella prefettura di Miyagi.